# Качмарчик, Здислав
Здислав Качмарчик (пол. Zdzisław Kaczmarczyk; 19 августа 1911, Краков, Цислейтания — 14 августа 1980, Польша) — польский правовед, историк государства и права, профессор Познаньского университета. Заслуженный педагог ПНР. Известен работами в области германистики и проблем полонизации и заселения западных и северных земель Польши.
Редактор издания «Исследования и материалы по истории Великой Польши и Поморья» (пол. «Studia i Materiały do Dziejów Wielkopolski i Pomorza»), учредитель и директор Института Запада в Познани в 1964—1965 годах.
До 1939 года опубликовал ряд работ в Познанском обществе друзей наук.

## Избранные научные труды
- Монархия Казимира Великого (1946),
- Немецкая колонизация на восток от Одера (1949),
- Конституция Гродненского сейма 1793 года(в соавт. 1952),
- Volumina legum (в соавт. 1952),
- История государства и права Польши с XV века до 1795 г. (в соавт. 1957),
- История Великой Польши в цитатах (в соавт. 1963),
- Польша времен Казимира Великого (1964),
- Проблематика германо-польских и польских западных земель в исследованиях университета им. Адама Мицкевича (1919-1969) (1971),
- Далматинские города до начала XV века (1976) и др.

## Награды и звания
- 1959 — медаль комиссии по народному образованию.
- 1960 — Кавалерский крест ордена Возрождения Польши.
- 1976 — Заслуженный педагог ПНР.
- 1977 — Командорский крест ордена Возрождения Польши.